# Владимир Сорокин
Вижте пояснителната страница за други личности с името Сорокин.
Владимир Сорокин е руски драматург, сценарист и писател на произведения в жанра научна фантастика и драма.

## Биография и творчество
Владимир Георгиевич Сорокин е роден на 7 август 1955 г. в Биково, Московска област, СССР. Завършва през 1977 г. Московския институт за нефт и газ, където работи баща му, и Московския институт по неорганична химия като инженер-химик. В продължение на година работи в списание „Смена“ откъдето е уволнен заради отказ да постъпи в комсомолската организация.
Започва да се занимава с илюстрация на книги, живопис и концептуално изкуство. Редактира и илюстрира около 50 книги. Първите си литературни опити прави в началото на 70-те години. През 1972 г. дебютира като поет в многотиражката „За кадры нефтяников“. Постепенно се развива като литератор сред художниците и писателите на московския ъндърграунд. Първите му разкази и първият му роман „Очередь“ са публикувани през 1985 г. във Франция от емигранта дисидент Андрей Синявски, заради което попада под надзора на КГБ.
Първата му публикация в СССР е през 1989 г. в списание „Родник“, където са публикувани негови разкази. През 1992 г. е публикуван романът му „Очередь“, който е номиниран за наградата „Руски Букър“.
Произведенията на писателя често са противоречиви и предизвикват бурни дискусии, както става с романа „Лазурната мас“, за който искат да бъде обявен за порнографски, но е отхвърлен от съда.
Автор е на пиеси и сценарии за филми. Член на Руския ПЕН клуб от 1993 г.
През 2001 г. получава наградата „Андрей Бели“ за особени заслуги към руската литература. Удостоен е с американската награда „Liberty“ през 2005 г. и руско-италианската награда „Максим Горки“ за романа „Лед“ през 2010 г. През 2010 г. получава наградата „Ново слово“, а през 2011 г. наградата „Голямата книга“, за повестта „Виелица“.
Женен е и има две дъщери близначки. Живее със семейството си в Подмосковието и в Берлин.

## Произведения

### Самостоятелни романи
- Норма (1979-1983, публикуван 1994)
- Очередь (1983, публикуван 1985)
- Тридцатая любовь Марины (1982 – 1984, публикуван 1995) 
Трийсетата любов на Марина, изд.: сп. Факел, София (2003), прев. Иван Тотоманов
- Роман (1985-1989, публикуван 1994)
- Сердца четырёх (1991, публикуван 1994)
Сърцата на четиримата, изд.: сп. Факел, София (1995), прев. Иван Тотоманов
- Голубое сало (1999)
Лазурната мас, изд.: сп. Факел, София (2000), прев. Иван Тотоманов
- Теллурия (2013)
- Манарага (2017)
- Доктор Гарин (2021)

### Серия „Трилогия Лед“
1. Лёд (2002)
Лед, изд. „Агата-А“, София (2004), прев. Светлана Комогорова
2. Путь Бро (2004)
3. 23000 (2005)

### Пиеси
- Землянка (1985)
- Русская бабушка (1988)
- Доверие (1989)
- Дисморфомания (1990)
- Hochzeitsreise (1994 – 1995)
- Щи (1995-1996)
- Пельмени (1984 – 1997)
- Dostoevsky-Trip (1997)
- С Новым Годом (1998)
- Капитал (2006)
- Занос (2009)

### Сборници
- Первый субботник (1979 – 1984, публикуван 1992)
- Пир (2000)
- Утро снайпера (2002)
- Москва (2002)
- Четыре (2005)
- Капитал. Полное собрание пьес (2007)
- Заплыв (2008)
- Сахарный Кремль (2008)
- Моноклон (2010)
- Белый квадрат (2018)
- Нормальная история (2019)
- Русские народные пословицы и поговорки (2020)
- De femenis (2022)

### Новели, разкази
- Тетерев (1969)
- Яблоки (1969)
- Окружение (1980)
- Месяц в Дахау (1994)
- Эрос Москвы (2000)
- Снеговик (2001)
- Хиросима (2002)
- Кухня (2005)
- Сердечная просьба (2005)
- Мишень (2005)
- Черная лошадь с белым глазом (2005)
- Волны (2005)
- Метель (2010)
Виелица, изд.: сп. Факел, София (2015), прев. Васил Данов
- Отпуск (2012)
- Фиолетовые лебеди (2017)
- Белый квадрат (2017)

### Екранизации
- 1994 Безумный Фриц
- 2001 Москва – съсценарист с Александър Зеледовичев
- 2001 Копейка – с Иван Диховичним
- 2004 4
- 2011 Мишень – с Александър Зеледовичев
- 2013 Дау – с Илей Хражановски